# Marimekko
Marimekko Corporation é uma empresa finlandesa de tecidos, roupas e artigos de decoração fundada  em Helsinquia por Viljo e Armi Ratia em 1951. A Mariekko fez contribuições importantes para a indústria da moda na década de 1960. É particularmente conhecida pelos seus tecidos estampados de cores vivas e estilos simples, utilizados tanto no vestuário feminino quanto para a decoração de móveis em geral.
Dois designers em particular, Vuokko Nurmesniemi e Maija Isola, criaram centenas de padrões distintos e ajudaram a tornar Marimekko um nome familiar em todo o mundo.

## História

### Fundação

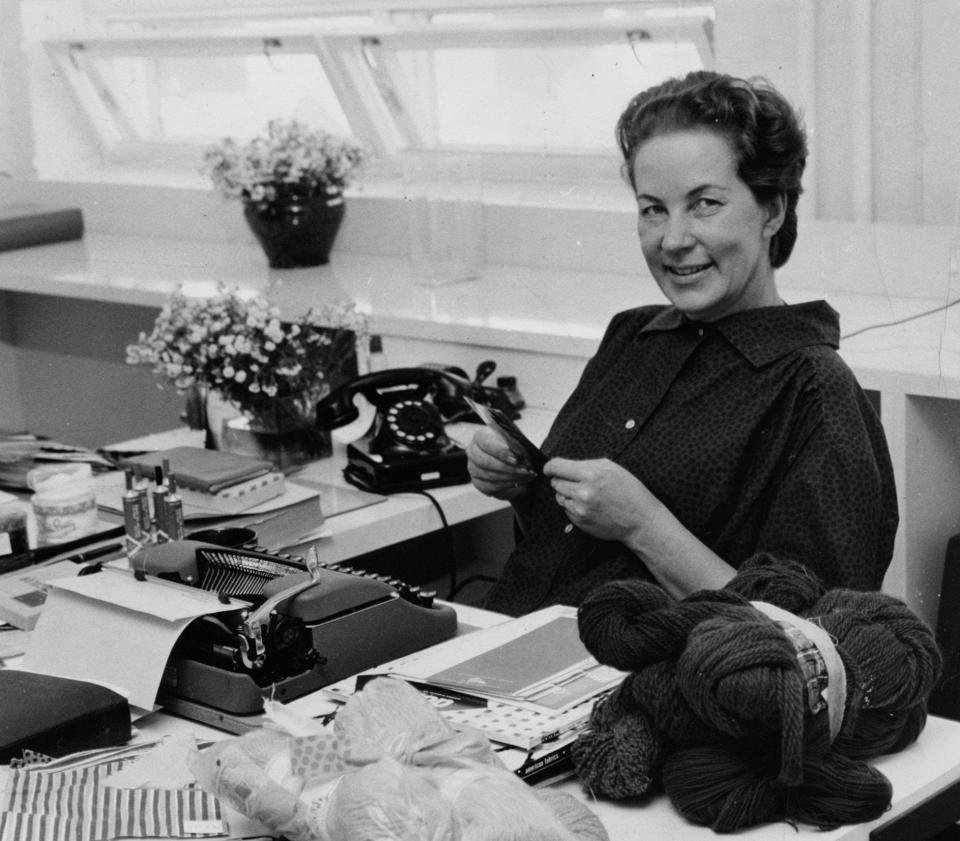
Armi Ratia (1912-1979), co-fundadora da Mariekko.

A Marimekko foi fundada em 1951 por Viljo Ratia e Armi Ratia, depois que o projeto da fábrica de Oilcloth fracassou e foi convertido em uma fábrica de confecções. Armi pediu a alguns dos colegas que trabalhavam com design gráfico, aplicassem o modelo aos produtos. Para mostrar como o tecido poderia ser aproveitado, a empresa desenvolveu e vendeu uma linha de vestidos simples com seu tecido. Quando o principal designer industrial da Finlândia, Timo Sarpaneva, convidou a empresa para apresentar um desfile de moda na Trienal de Milão de 1957, foi um reconhecimento precoce da moda como uma arte industrial e do papel fundamental à empresa. As roupas acabaram sendo exibidas na loja de departamentos de luxo Rinascente, nas proximidades, pelo gerente de exibição Giorgio Armani.

### Design
Dois designers pioneiros deram o tom para Marimekko: Vuokko Nurmesniemi na década de 1950 e Maija Isola na década de 1960. Nurmesniemi desenhou a camisa Jokapoika listrada simplesmente com as cores vermelha e branca em 1956. Isola desenhou o icônico padrão de estampa Unikko (papoula) em 1964. Os tecidos arrojados e o design simples e lustroso de Marimekko influenciaram demasiadamente o estilo de vestimenta do final do século XX. Muitos dos primeiros designs da Marimekko, incluindo o Unikko, permanecem em produção na desde 2010.

### Crescimento comercial
Marimekko se espalhou para a América na década de 1960. Foi apresentado aos Estados Unidos pelo arquiteto Benjamin Thompson, que os apresentou em suas lojas Design Research. Eles ficaram famosos nos Estados Unidos pela futura primeira-dama Jacqueline Kennedy Onassis, que comprou oito vestidos da Marimekko e vestiu durante a campanha presidencial dos Estados Unidos em 1960.
Em 1965, a empresa empregava mais de 400 funcionários e atuava em todos os aspectos do design sofisticado, de tecidos a brinquedos e louças. A empresa até equipou completamente pequenas casas com móveis. Em 1985, a empresa foi vendida para a Amer-yhtymä. No início da década de 1990, Marimekko estava em más condições financeiras e à beira da falência. Foi comprada da Amer por Kirsti Paakkanen, que introduziu novos métodos de negócios na empresa e ajudou a reviver sua popularidade.
Mais tarde, na década de 1990, Marimekko conseguiu publicidade na série de TV de sucesso Sex and the City. A protagonista fictícia da série, Carrie Bradshaw, usou um biquíni Marimekko na 2ª temporada e depois um vestido Marimekko.
Na 5ª temporada, a série introduziu toalhas de mesa com estampas típicas da Marimekko.
Em 2005, as receitas da Marimekko quadruplicaram desde a compra de Paakkanen e o seu lucro líquido cresceu 200 vezes. Paakkanen permaneceu CEO da Marimekko e possuía 20% da empresa por meio de seu negócio Workidea. Em 2007, Paakkanen anunciou que entregaria gradualmente sua propriedade a Mika Ihamuotila como o diretor da empresa e maior proprietário da empresa. Em 2011, havia 84 lojas em todo o mundo.
Os produtos oriundos da empresa são fabricados na China, Índia, Tailândia, Portugal, Lituânia e outros países. Os tecidos são impressos na fábrica têxtil da Marimekko em Helsínquia, mas não são fabricados na Finlândia.

## Recepção

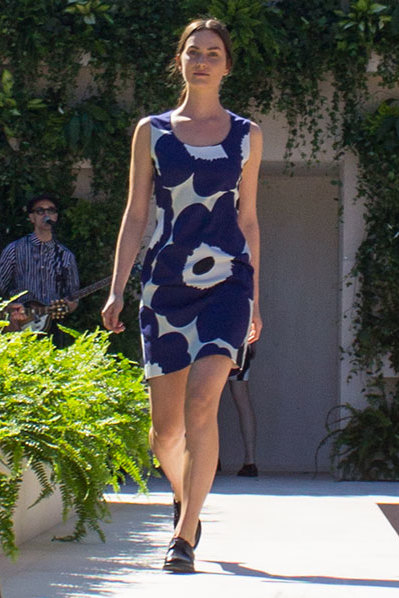
Modelo com um vestido Marimekko de estampa 'Unikko' (Papoila) em 2015.

Cindy Babski escreveu no New York Times que "Nunca houve qualquer dúvida sobre o que diria a etiqueta interna. As roupas e tecidos, com seu design marcante e toques de cores ousadas, eram claramente Marimekko. Mas para pessoas de uma certa geração— aqueles que atingiram a maioridade na década de 1960 - traziam mais do que apenas um nome de marca: traziam uma imagem e uma época."
Em 2007, Heidi Avellan escreveu no jornal sueco Sydsvenskan que Marimekko não era mais uma "declaração, assim como camisetas com o revolucionário Che Guevara ou lenços palestinos raramente expressam qualquer consciência política. Marimekko é basicamente guardanapos de papel e botas de borracha". Ela escreveu que Marimekko "começou com a camisa listrada colorida, Jokapoika, que Vuokko Nurmesniemi desenhou em 1956", que se tornou o símbolo do novo radicalismo na época.

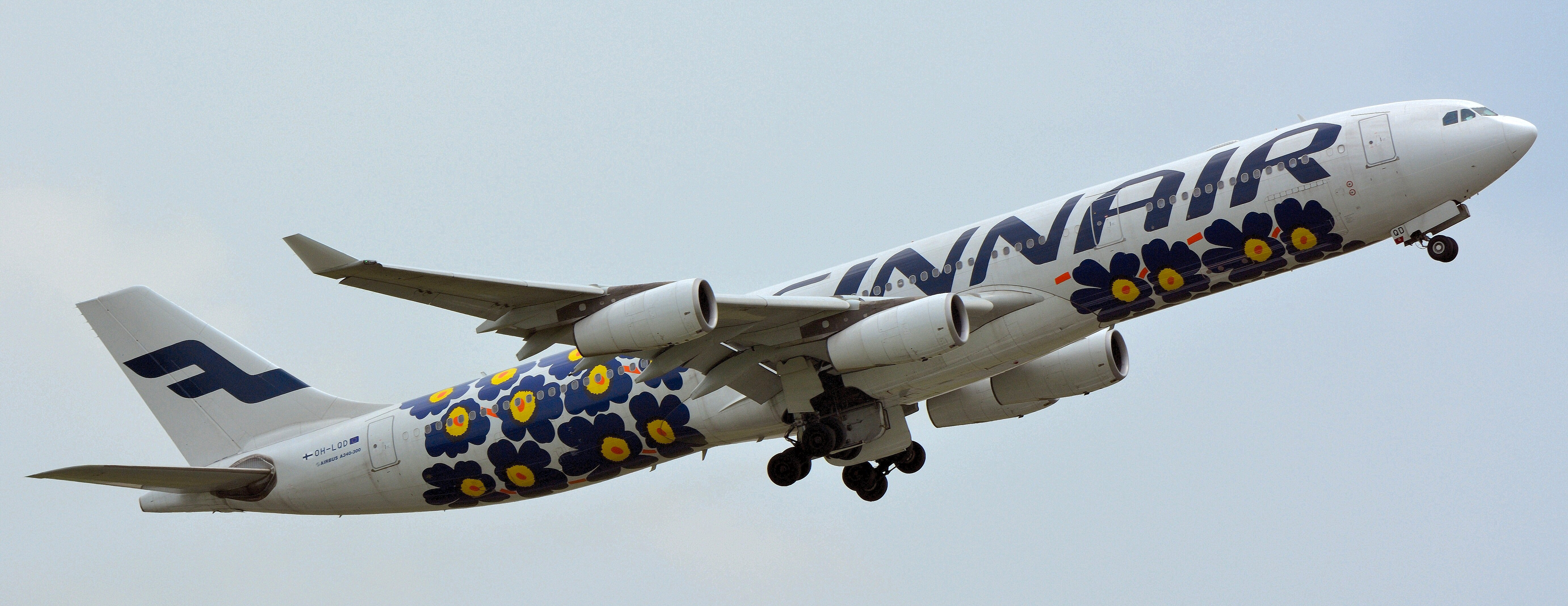
Airbus A340 da Finnair customizada de "Marimekko Unikko".

## Controvérsias

### Denúncias de plágio
Em 2013, foram levantadas acusações de que a Marimekko estava cometendo plágio de obras de artistas. A designer interna Kristina Isola admitiu mais tarde ter copiado elementos de design da pintura de 1963 da artista ucraniana Maria Primachenko. No momento em que as acusações foram levantadas, o desenho já havia sido pintado na carroceria de um dos aviões da Finnair, e o Museu Nacional de Arte Popular da Ucrânia, que detinha os direitos autorais do desenho de Primachenko, moveu uma ação legal sobre o incidente. A Finnair decidiu refazer a pintura do avião.
Depois que o incidente foi levantado, outras obras de Marimekko foram identificadas como tendo fortes semelhanças com obras lançadas anteriormente pelos artistas Maria Jauhiainen, Markus Lepo e Heljä Liukko-Sundström.
Cinco projetos ficaram sob suspeita. No caso do design de Lepo, o CEO da Marimekko mais tarde pediu desculpas por enganar os consumidores sobre a originalidade dos designs.